# Pintor trabajando
Pintor trabajando es una pintura al óleo junto con pintura vinílica Ripolín, sobre tela realizada por Pablo Picasso en 1965 y que forma parte de la colección permanente del museo Picasso de Barcelona. Se expone en la sala 16 del museo. La obra fue adquirida por el museo en 1968 e ingresó con el código de registro MPB 70.810.

## Descripción
El tema del artista y la modelo va surgiendo durante toda la vida de Picasso. Ya aparecía en la obra de juventud, así como en los grabados de los años 30 de la Suite Vollard y en Le Chef d'Oeuvre Inconnu. Pero es en los últimos veinte años (1953-1973) cuando llega al punto culminante, y la pintura se convierte en modelo, sujeto o ejemplo. El artista, poseedor de la capacidad de crear, de interpretar y de transformar la realidad, pasa a ser el centro de la obra.
En el museo se puede ver desde el protagonismo concedido a la desmesurada figura del pintor en Las Meninas hasta numerosos grabados de 1963 a 1971, titulados Pintor trabajando, La modelo y su pintor, El pintor y la modelo, Modelo posando y pintor, Viejo pintor y modelo vieja, Pintor ante la tela.
En el óleo Pintor trabajando se empiezan a notar algunos aspectos formales de su estilo tardío, que se inicia en 1964. Entonces desarrolla una nueva expresión pictórica fundada en una gran libertad y en la espontaneidad, de una estética primaria, en la que destacan el estilo taquigráfico, la materialidad de la pintura, la pincelada a veces muy espesa y a veces muy fina y los trazos de pincel marcados.
Parece como si en la vejez, después de haberlo visto todo, Picasso lo deje todo. Algunos críticos ven en ello un acto creativo de decrepitud, de regreso a la simplicidad de la infancia, a la ingenuidad; mientras que otros, en cambio, perciben la manifestación de haber llegado más allá de todo y de la máxima expresión de la infinita libertad de tratamientos del espacio pictórico.